# Lokaier
Der Lokaier ist eine Pferderasse orientalischer Abstammung aus Tadschikistan.
Hintergrundinformationen zur Pferdebewertung und -zucht finden sich unter: Exterieur, Interieur und Pferdezucht.

## Exterieur
Der Lokaier ist nicht sehr einheitlich, im Norden und Süden findet man zum Teil unterschiedliche Merkmale. Der Kopf ist manchmal grob und weist keine Zuchtmerkmale auf; meist ist er kurz mit einem geraden Profil. Der mittellange Hals ist dünn und oft ziemlich tief angesetzt. Der Widerrist ist mittelhoch und -breit. Die Lenden sind gut bemuskelt, die oft abfallende Kruppe ist lang und gut bemuskelt. Die Brust ist breit und tief. Die Vorderhand ist oft gespreizt und die Hinterhand kuhhessig.
Das Stockmaß reicht von 142 bis 150 cm. Die häufigsten Fellfarben sind Braune, Schimmel und Füchse. Das Fell der Braunen und Füchse hat häufig einen goldenen Schimmer. Die oberflächlichen Haare des Fells sind charakteristisch gelockt.

## Interieur
Der Lokaier ist ein sehr hartes Pferd mit guten Bewegungen. Es handelt sich um ein sehr ausdauerndes und schnelles Reitpferd unter dem Sattel und auch mit Gepäck. Auch bei nationalen Sportveranstaltungen wird er eingesetzt. Er ist spät ausgewachsen, spricht aber gut auf verbesserte Haltung und Fütterung an. Der Lokaier hat ein munteres Temperament und einen guten Charakter.

## Zuchtgeschichte
Der Lokaier entstand im 16. Jahrhundert, als der usbekische Lokai-Stamm begann, die einheimischen mittelgroßen Steppenpferde vor allem mit dem Iomud-Pferd zu verbessern. Aber auch Achal-Tekkiner und Karabaier wurden eingekreuzt. Später wurden arabische Hengste aus Buchara vor Ort gebracht, um mit ihnen die Rasse nochmals zu verbessern. Inzwischen wird im Tadschikistan eine neue Reitpferderasse entwickelt, indem Lokaier Stuten mit arabischen und englischen Vollbluthengsten gekreuzt werden.
Bis etwa in die 1990er Jahre waren Fohlenfelle noch ein etwas bedeutenderer Handelsartikel für die Pelzverarbeitung. Zusammen mit anderen, flachhaarigen moirierten und gelockten Fellarten kamen Fohlenpelze jedoch außer Mode. Gelocktes Fell ist häufig bei mittelasiatischen Pferderassen zu finden. Es ist nicht so hochwertig wie das Lammfell des Karakulschafs (Persianer), es wurde aber dennoch einiges für gelockte Fohlenfelle gezahlt. 1959 wurde mit dem damals neunjährigen Goldfuchs Farfor der Stammvater des lockigen Fells in der Lokaier Zucht entdeckt. Er war ein typischer Lokaier, der am ganzen Körper gelockt war. Von 1955 bis 1970 wurde mit ihm intensiv gezüchtet, die meisten seiner Fohlen hatten ebenfalls gelocktes Fell. Die Grundlage für eine organisierte Zucht gelockter Lokaier Pferde war geschaffen.